# Tapping
Tapping (también conocido como fingertapping o tap picking) es una técnica para guitarra y bajo eléctrico que se ejecuta utilizando los dedos de ambas manos para presionar las cuerdas sobre el mástil del instrumento, haciendo sonar las notas. 
El tapping suele incorporar pull-off y hammer-on (ligados), en donde los dedos de la mano izquierda también tocan, lo que ocurre en la misma cuerda, y pueden tocarse así varias notas por pulso. 
El primer ejemplo de esta técnica en la guitarra fue en 1932 por Roy Smeck.
Los guitarristas más influyentes en utilizar la técnica ampliamente en el rock fueron Jimmy Page, Steve Hackett, Randy Rhoads, Brian May, Mark St. John, Ace Frehley y Harvey Mandel. Posteriormente fue popularizada en la década de 1980 por Eddie Van Halen, guitarrista de Van Halen, en canciones como "Panama", en el inicio de "Hot for Teacher'" y en "Eruption". Un gran salto dio Stanley Jordan, al usar exclusivamente dicha técnica en su ejecución, pero utilizando dos guitarras a la vez. El guitarrista Steve Lukather la utiliza siempre en el escenario.

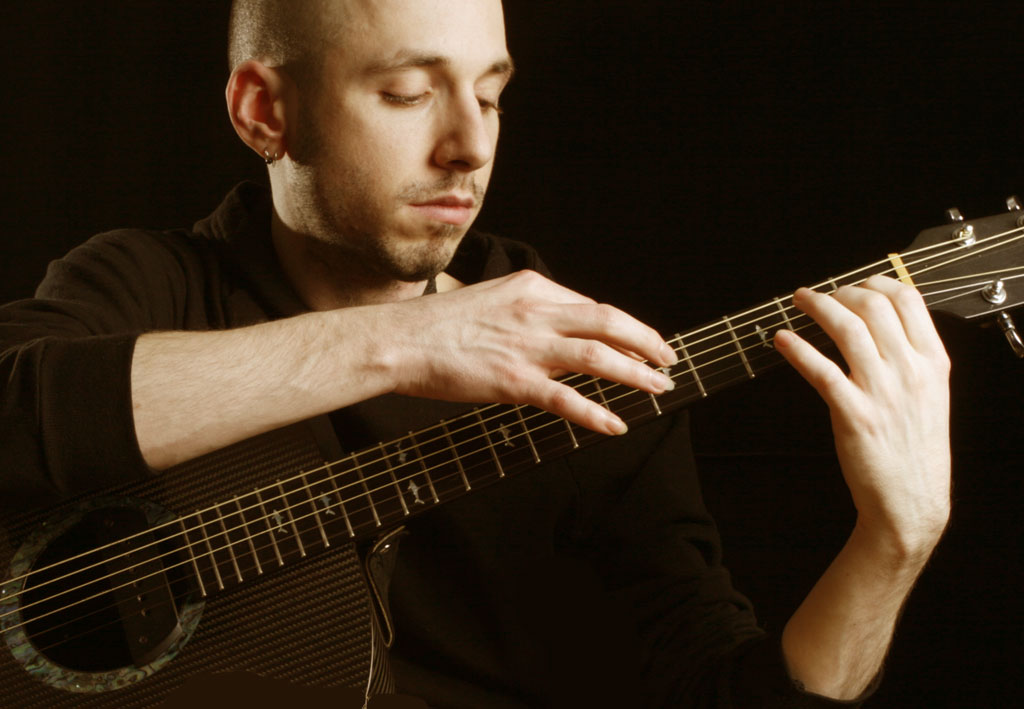
Tapping a dos manos - Erik Mongrain

## Tipos

### A una mano
En el tapping a una mano se suele utilizar el dedo medio o índice para percutir la cuerda. Se hace tap y después de que suene la nota se hace un pull-off con el mismo dedo del tap, esto sería tapping de dos notas, haciendo combinaciones de más pull-off y más hammer-on con la mano izquierda se pueden hacer secuencias de todo tipo.

### A dos manos
Entran en juego los dedos de la mano derecha e izquierda y se puede maniobrar en varias cuerdas. En la mano derecha ("la que toca") el tapping es un tap sin el consiguiente pull-off, así que podría decirse que es casi un hammer-on, se puede utilizar un dedo o varios para hacer el tap. En la mano izquierda se basa sobre todo en hammer-on para que suenen las notas, aunque también se puede intercalar pull-off. El mayor exponente y principal impulsor de esta técnica fue Eddie Van Halen a finales de los años 1970.

#### A dos manos con salto de cuerda
Este estilo de tapping consiste en hacer un tapping básico a dos manos con tap, hammer-on y pull-off (no necesariamente en ese orden) y hacer un salto a otra cuerda. Se considera una técnica media-avanzada porque el ejecutante debe tener mucho control, pues al saltar de cuerda puede dejarse sonando la cuerda de origen, lo cual no es deseable. Una forma fácil de evitar esto es silenciar las cuerdas atando algo de tela o plástico a las mismas para reducir su vibración y, por ende, su resonancia con el aire (lo cual es una limitación). La mejor forma de solucionarlo es tocar como Michael Romeo, de la banda de metal progresivo Symphony X: tapando individualmente cada cuerda con la palma de la mano de la púa.  

#### A dos manos con 8 dedos
Esta técnica consiste en hacer tapping con pull-off y/o hammer-on, empleando los dedos 1, 2, 3 y 4 de la mano derecha (en caso de ser diestro). Un ejemplo de esto se puede apreciar en las técnicas de Steve Lynch, de Autograph, Stanley Jordan, Chris Broderick o Daniele Gottardo, entre otros. Esta técnica se considera muy avanzada, pues es necesario silenciar las cuerdas alternando la mano derecha con la izquierda al estar saltando entre cuerdas.

### Sweep tapping
El sweep tapping es la técnica de guitarra eléctrica que fusiona dos técnicas básicas, el barrido y el tapping y consta de utilizar ambas manos para tocar, de manera veloz, un arpegio. En el caso de un guitarrista diestro, la mano izquierda forma el arpegio mientras que la derecha en vez de utilizar la púa, utiliza la técnica de tapping, para crear así un sonido más melódico ya que la cantidad de notas que suenan es mayor que en la técnica de economía de púa o más conocida como «barrido». Utiliza la púa entre el dedo medio y el pulgar, mientras el dedo índice hace el tapping y el arpegio con la púa, alternando dedo y púa en una secuencia a gusto propio. Esta técnica también puede combinarse con el tapping a 8 dedos.